# Paul Herygers
Paul Herygers (Herentals, 22 november 1962) is een  voormalig Belgisch veldrijder en mountainbiker. Hij was profrenner van 1992 tot 1999. Hij werd als veldrijder één keer wereldkampioen en twee keer Belgisch kampioen.

## Carrière
Herygers begon als amateurrenner. Zo won hij in de jaren 80 bijvoorbeeld enkele wegritten in de Omloop van de Kempen en een paar kleine cyclocrossen. Het veldrijden lag hem duidelijk beter dan de weg. Dat bewees hij door in 1981 tweede te worden op het Belgisch kampioenschap voor junioren en een jaar later door wereldkampioen te worden bij de militairen. Nadien won hij nog een handvol kleine crossen. Tot zijn 22ste probeerde Herygers prof te worden. Dat lukte hem niet. Hij koos ervoor om zijn brood te gaan verdienen in de steenfabriek. Na zijn uren in de fabriek kroop Herygers op zijn fiets om zijn conditie op peil te houden. Hij specialiseerde zich naast het veldrijden ook op het mountainbiken. Hij werd van 1990 tot 1992 driemaal Belgisch kampioen in deze discipline alvorens in 1992 profrenner te worden. Hij kreeg een contract voorgeschoteld van de Belgische veldritploeg Saxon. 
De eerste wedstrijd die de Kempenaar als profrenner won, was de Kasteelcross in Zonnebeke. Het was een veldrit die hij in totaal vijf keer zou winnen. In zijn tweede profjaar brak Herygers meteen door. De toen 30-jarige veldrijder werd Belgisch kampioen, voor generatiegenoot Danny De Bie en de 6 jaar oudere Paul De Brauwer. Hij sleepte dat jaar ook voor het eerst de GvA Trofee in de wacht. In 1994 veroverde Herygers de Wereldbeker en de wereldtitel. Vooral die laatste prestatie ging niet onopgemerkt voorbij. Het WK werd georganiseerd in Koksijde, waar de Nederlander Richard Groenendaal - toen nog een amauteurrenner - dat jaar goed voor de dag kwam. Groenendaal liet de Belgen Herygers en Erwin Vervecken achter en leek lange tijd op weg naar winst. Herygers haalde Groenendaal uiteindelijk na een spannende achtervolgingsrace toch in, waarna hij de Nederlander een schouderklopje gaf. Groenendaal reageerde als door een wesp gestoken en versnelde opnieuw. Herygers loste niet en liet Groenendaal vervolgens alleen achter, waardoor hij voor eigen volk solo aankwam. Naar aanleiding van deze overwinning werd de op een na hoogste duin in Koksijde naar hem Herygersduin genoemd. Later dat jaar werd Herygers de eerste veldrijder die de Kristallen Fiets in ontvangst mocht nemen. Hij kon zijn wereldtitel niet verlengen, hoewel hij ook in de tweede helft van de jaren 90 in heel wat crossen de beste was. Hij haalde na zijn wereldtitel nooit nog het podium op een WK. 
In Belgische crossen bleef hij echter wel succesvol. In 1997 bevestigde hij dat door voor de tweede keer het BK op zijn palmares te schrijven. De Vlaamse Aardbeiencross in Hoogstraten diende dat jaar als parcours voor het kampioenschap. Herygers had die veldrit in zijn carrière al twee keer gewonnen. Bovendien had hij een jaar eerder net naast de titel gegrepen. Herygers startte dan ook als een van de topfavorieten aan het BK. Hij klopte uiteindelijk na een spannend duel tegenstander Mario De Clercq. Verder won hij na zijn wereldtitel nog driemaal het eindklassement in de Gazet van Antwerpen Trofee. Dat is een regelmatigheidscriterium dat hij in heel zijn carrière vijf keer won. De laatste keer was in 1997. In het slot van zijn professionele carrière won Herygers geen enkele titel of regelmatigheidscriterium meer. Wel was hij nog de sterkste in een handvol kleinere crossen. 
In 1999 zette hij een punt achter zijn loopbaan als veldrijder. Hij ging opnieuw in de steenfabriek werken waar hij voor zijn professionele veldritcarrière al werkte. Ook is co-commentator bij verschillende veldritten op de Vlaamse openbare sportzender Sporza en veldritcoördinator in dienst van de KBWB. Sinds het najaar van 2010 is hij voor de UCI ook actief als vertegenwoordiger van het veldrijden. Daarnaast is hij nauw betrokken bij de Febe Foundation, een organisatie die geld inzamelt voor diabetes. Hij is de jongere broer van gewezen wielrenner August Herygers en de vader van Femke Herygers.

## Erelijst
| Seizoen   | Kampioenschap | Wereldbeker                                   | Superprestige               | GvA Trofee                                | Overige                                                  | Totaal |
| --------- | ------------- | --------------------------------------------- | --------------------------- | ----------------------------------------- | -------------------------------------------------------- | ------ |
| 1991-1992 |               |                                               |                             |                                           | Zonnebeke                                                | 1      |
| 1992-1993 | BK            |                                               |                             | Essen, Lille, Eindklassement              | Zonnebeke, Malderen, Diksmuide                           | 6      |
| 1993-1994 | WK            | Igorre, Eindhoven, Eschenbach, Eindklassement | Gieten, Harnes, Hoogstraten | Essen, Rijkevorsel, Lille, Eindklassement | Zonnebeke, Steinmauer                                    | 12     |
| 1994-1995 |               | Silvelle                                      | Gieten, Ruddervoorde        | Essen, Lille, Eindklassement              | Koksijde, Zonnebeke, Steinmauer, Contern                 | 9      |
| 1995-1996 |               | Loenhout                                      | Hoogstraten                 | Oostmalle, Eindklassement                 | Aachen, Zonnebeke, Otegem, Middelkerke                   | 7      |
| 1996-1997 | BK            |                                               |                             | Oostmalle, Rijkevorsel, Eindklassement    | Veldegem, Ardooie, Parabiago, Surhuisterveen, Obergosgen | 8      |
| 1997-1998 |               |                                               |                             |                                           | Ardooie, Middelkerke, Moerbeke, Scorzè, Durana           | 5      |
| 1998-1999 |               |                                               |                             |                                           | Ardooie, Scorzè, Nottingham                              | 3      |
|           |               |                                               |                             |                                           |                                                          |        |
| Totaal    | 3             | 5                                             | 6                           | 10                                        | 27                                                       | 51     |

Herygers · Lambrechts · Šimůnek · Van Luchem
Ballat · Coudray · Friel · Herygers · Hirs · Ja. Jolidon · Jo. Jolidon · Šimůnek · Van Brecht  · Van Luchem · Way · Willemsens · Chassot (stagiair) · Powell (stagiair) · Van Der Borght (stagiair) 
Cattaneo · Chassot · Coudray · Daelmans · De Roose · Dierckxsens · Harnett · Hashikawa · Herygers · Hirs · Ja. Jolidon · Jo. Jolidon · Powell · Rubio · Šimůnek · Van Luchem · Way · Willemsens · Claeys (stagiair) · Vanconingsloo (stagiair) · Wuyts (stagiair)   
Coudray · Daelmans · Dierckxsens · Hashikawa · Herygers · Miura · Šimůnek · Streel · Van Brecht · Van Donink · van Veenendaal · Vandaele · Gosink (stagiair) · Missotten (stagiair) · Van Laer (stagiair)   
Coudray · Daelmans · Dierckxsens · Hashikawa · Herygers · Hopmans · Missotten · Miura · Petersen · Streel · Torrekens · Van Hullebusch · Willems · Wuyts · Moons (stagiair) · Vandromme (stagiair) · Willockx (stagiair)   
Barrenetxea · Coudray · De Buyst · Deraedt · Dierckxsens · Hashikawa · Hennebert · Herygers · Hopmans · Mifune · Miura · Petersen · Schoelens · Torrekens · Van Hullebusch · Willems · De Schoenmaecker (stagiair) · Fitzgerald (stagiair) · Willockx (stagiair)   
Barrenetxea · Coudray · De Buyst · De Meester · Delme · Deraedt · Hashikawa · Herygers · Hopmans · Hordijk · Mifune · Torrekens · Canevet (stagiair) · Donnet (stagiair) · Hennebert (stagiair) · Laplasse (stagiair) · Pollin (stagiair)   